# Прудовица (приток Сямжи)
Прудовица — река в России, протекает по территории Бабушкинского района Вологодской области. Устье реки находится в 3 км по левому берегу реки Сямжа. Длина реки составляет 10 км.
Исток находится в болотах в 11 км к северо-западу от села Миньково (центра Миньковского сельского поселения) и в 12 км к северо-востоку от Села имени Бабушкина (районного центра). Река протекает по заболоченной, лесистой и ненаселённой местности, генеральное направление течения — на юго-восток. Впадает в Сямжу тремя километрами выше места впадения самой Сямжи в Вотчу.

## Данные водного реестра
По данным государственного водного реестра России относится к Двинско-Печорскому бассейновому округу, водохозяйственный участок реки — Северная Двина от начала реки до впадения реки Вычегда, без рек Юг и Сухона (от истока до Кубенского гидроузла), речной подбассейн реки — Сухона. Речной бассейн реки — Северная Двина.
Код объекта в государственном водном реестре — 03020100312103000008497.